# Грахово (Церкниця)
Грахово (словен. Grahovo) — поселення в общині Церкниця, Регіон Нотрансько-крашка, Словенія. Висота над рівнем моря: 569,6 м.